# Diocesi di Tisdro
La diocesi di Tisdro (in latino Dioecesis Thysdritana) è una sede soppressa e sede titolare della Chiesa cattolica.

## Storia
Tisdro, corrispondente alla città di El Jem nell'odierna Tunisia, è un'antica sede episcopale della provincia romana di Bizacena.
Sono quattro i vescovi documentati di Tisdro. Elpidio partecipò al concilio di Cabarsussi, tenuto nel 393 dai massimianisti, setta dissidente dei Donatisti, e ne firmò gli atti; i massimianisti sostenevano la candidatura di Massimiano sulla sede di Cartagine, contro quella di Primiano. Alla conferenza di Cartagine del 411, che vide riuniti assieme i vescovi cattolici e donatisti dell'Africa romana, presero parte il cattolico Navigio e il donatista Onorato. Venerio sottoscrisse la lettera sinodale dei vescovi della Bizacena riuniti in concilio nel 646 per condannare il monotelismo e indirizzata all'imperatore Costante II.
Tisdro fu sede di un sinodo celebrato tra il 416 e il 418.
Dal 1933 Tisdro è annoverata tra le sedi vescovili titolari della Chiesa cattolica; dal 24 maggio 2023 il vescovo titolare è Ricardo Hoepers, vescovo ausiliare di Brasilia.

## Cronotassi

### Vescovi
- Elpidio † (menzionato nel 393)
- Navigio † (menzionato nel 411)
  - Onorato † (menzionato nel 411) (vescovo donatista)
- Venerio † (menzionato nel 646)

### Vescovi titolari
- Carlos Quintero Arce † (3 marzo 1966 - 18 agosto 1968 succeduto arcivescovo di Hermosillo)
- Raymond Larose, C.S.C. † (3 agosto 1968 - 17 maggio 1984 deceduto)
- Abelardo Alvarado Alcántara † (26 aprile 1985 - 3 luglio 2021 deceduto)
- Ricardo Hoepers, dal 24 maggio 2023